# 149. oklepna brigada (ZDA)
149. oklepna brigada (izvirno angleško 149th Armored Brigade) je bila oklepna brigada Kopenske vojske Združenih držav Amerike.

## Odlikovanja
- Predsedniška omemba enote